# Atletismo nos Jogos Pan-Americanos de 1971

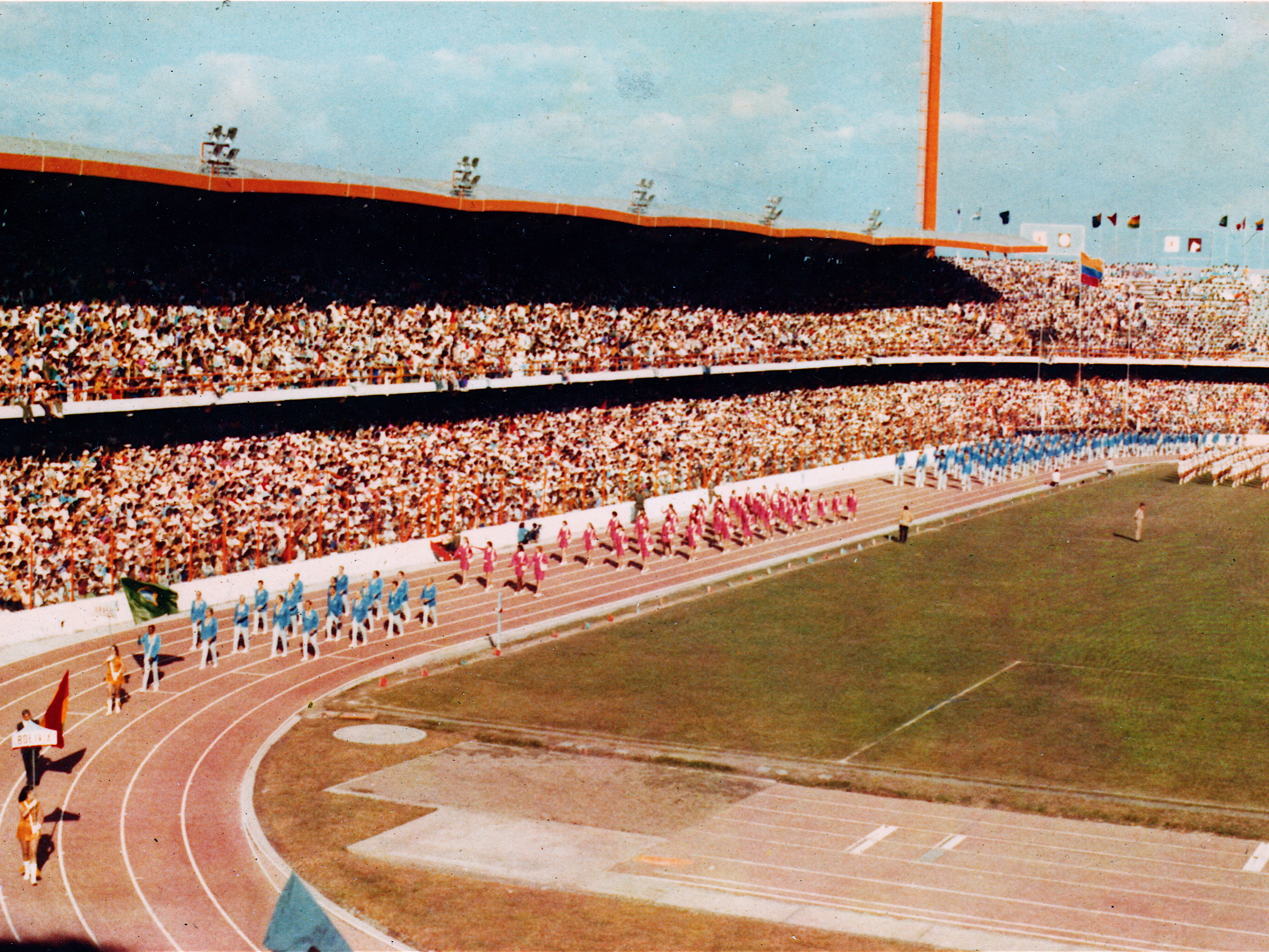

As competições de atletismo nos Jogos Pan-Americanos de 1971 foram realizadas no Estádio Olímpico Pascual Guerrero em Cali, Colômbia.  A quase mil metros de altitude, todas as marcas deste encontro foram marginalmente classificadas como assistidas pela altitude.

## Medalhistas
Masculino
| Evento                              | Ouro                                                                    | Ouro     | Prata                                                                  | Prata    | Bronze                                                                    | Bronze   |
| ----------------------------------- | ----------------------------------------------------------------------- | -------- | ---------------------------------------------------------------------- | -------- | ------------------------------------------------------------------------- | -------- |
| 100 metros detalhes                 | Don Quarrie JAM Jamaica                                                 | 10.29    | Lennox Miller JAM Jamaica                                              | 10.32    | Del Meriwether USA Estados Unidos                                         | 10.34    |
| 200 metros detalhes                 | Don Quarrie JAM Jamaica                                                 | 19.86    | Marshall Dill USA Estados Unidos                                       | 20.39    | Edwin Roberts TRI Trinidad e Tobago                                       | 20.39    |
| 400 metros detalhes                 | John Smith USA Estados Unidos                                           | 44.60    | Fred Newhouse USA Estados Unidos                                       | 45.09    | Fernando Acevedo PER Peru                                                 | 45.30    |
| 800 metros detalhes                 | Ken Swenson USA Estados Unidos                                          | 1:48.08  | Art Sandison USA Estados Unidos                                        | 1:48.42  | Byron Dyce JAM Jamaica                                                    | 1:48.42  |
| 1500 metros detalhes                | Marty Liquori USA Estados Unidos                                        | 3:42.10  | Bill Smart CAN Canadá                                                  | 3:43.39  | Jim Crawford USA Estados Unidos                                           | 3:43.76  |
| 5000 metros detalhes                | Steve Prefontaine USA Estados Unidos                                    | 13:52.53 | Steve Stageberg USA Estados Unidos                                     | 14:00.76 | Mario Pérez MEX México                                                    | 14:03.98 |
| 10000 metros detalhes               | Frank Shorter USA Estados Unidos                                        | 28:50.83 | Juan Martínez MEX México                                               | 29:05.07 | Álvaro Mejía COL Colômbia                                                 | 29:06.97 |
| 110 metros com barreiras detalhes   | Rod Milburn USA Estados Unidos                                          | 13.46    | Arnaldo Bristol PUR Porto Rico                                         | 13.81    | Juan Morales CUB Cuba                                                     | 13.85    |
| 400 metros com barreiras detalhes   | Ralph Mann USA Estados Unidos                                           | 49.11    | Jim Seymour USA Estados Unidos                                         | 50.36    | Jacinto Hidalgo VEN Venezuela                                             | 51.68    |
| 3000 metros com obstáculos detalhes | Mike Manley USA Estados Unidos                                          | 8:42.27  | Sidney Sink USA Estados Unidos                                         | 8:42.90  | Héctor Villanueva MEX México                                              | 8:46.09  |
| 4x100 metros detalhes               | JAM Jamaica Alfred Daley Don Quarrie Carl Lawson Lennox Miller          | 39.28    | CUB Cuba Pablo Montes Hermes Ramírez Juan Morales Barbaro Bandomo      | 39.84    | USA Estados Unidos Rod Milburn Willie Deckard Marshall Dill Ron Draper    | 39.84    |
| 4x400 metros detalhes               | USA Estados Unidos John Smith Dale Alexander Fred Newhouse Tommy Turner | 3:00.63  | JAM Jamaica Leighton Priestley Alfred Daley Trevor Campbell Garth Case | 3:03.98  | TRI Trinidad e Tobago Kent Bernard Trevor James Ben Cayenne Edwin Roberts | 3:04.58  |
| Maratona detalhes                   | Frank Shorter USA Estados Unidos                                        | 2:22:40  | José García MEX México                                                 | 2:26:30  | Hernán Barreneche COL Colômbia}                                           | 2:27:19  |
| 20 km marcha atlética detalhes      | Goetz Klopfer USA Estados Unidos                                        | 1:37:30  | Tom Dooley USA Estados Unidos                                          | 1:38:16  | José Oliveros MEX México                                                  | 1:40:26  |
| 50 km marcha atlética detalhes      | Larry Young USA Estados Unidos                                          | 4:38:31  | Gabriel Hernández MEX México                                           | 4:38:46  | John Knifton USA Estados Unidos                                           | 4:42:15  |
| Salto em altura detalhes            | Pat Matzdorf USA Estados Unidos                                         | 2.10 m   | Wilf Wedmann CAN Canadá                                                | 2.10 m   | Luis Arbulú PER Peru                                                      | 2.05 m   |
| Salto com vara detalhes             | Jan Johnson USA Estados Unidos                                          | 5.33 m   | David Roberts USA Estados Unidos                                       | 5.20 m   | Bruce Simpson CAN Canadá                                                  | 4.90 m   |
| Salto em distância detalhes         | Arnie Robinson USA Estados Unidos                                       | 8.02 m   | James "Bouncy" Moore USA Estados Unidos                                | 7.98 m   | Mike Mason CAN Canadá                                                     | 7.65 m   |
| Salto triplo detalhes               | Pedro Pérez CUB Cuba                                                    | 17.40 m  | Nelson Prudêncio BRA Brasil                                            | 16.82 m  | John Craft USA Estados Unidos                                             | 16.32 m  |
| Arremesso de peso detalhes          | Al Feuerbach USA Estados Unidos                                         | 19.76 m  | Karl Salb USA Estados Unidos                                           | 19.10 m  | Mike Mercer CAN Canadá                                                    | 18.01 m  |
| Lançamento de disco detalhes        | Dick Drescher USA Estados Unidos                                        | 62.26 m  | Tim Vollmer USA Estados Unidos                                         | 61.06 m  | Ain Roost CAN Canadá                                                      | 58.06 m  |
| Lançamento de martelo detalhes      | Al Hall USA Estados Unidos                                              | 65.84 m  | George Frenn USA Estados Unidos                                        | 65.68 m  | Darwin Piñeyrúa URU Uruguai                                               | 61.54 m  |
| Lançamento de dardo detalhes        | Cary Feldmann USA Estados Unidos                                        | 81.52 m  | Bill Skinner USA Estados Unidos                                        | 80.36 m  | Amado Morales PUR Porto Rico                                              | 76.14 m  |
| Decatlo detalhes                    | Rick Wanamaker USA Estados Unidos                                       | 7648 pts | Russ Hodge USA Estados Unidos                                          | 7314 pts | Jesús Mirabal CUB Cuba                                                    | 7295 pts |

Feminino
| Evento                            | Ouro                                                                     | Ouro     | Prata                                                                  | Prata    | Bronze                                                                       | Bronze   |
| --------------------------------- | ------------------------------------------------------------------------ | -------- | ---------------------------------------------------------------------- | -------- | ---------------------------------------------------------------------------- | -------- |
| 100 metros detalhes               | Iris Davis USA Estados Unidos                                            | 11.25    | Stephanie Berto CAN Canadá                                             | 11.40    | Silvia Chivás CUB Cuba                                                       | 11.47    |
| 200 metros detalhes               | Stephanie Berto CAN Canadá                                               | 23.57    | Fulgencia Romay CUB Cuba                                               | 23.70    | Esther Stroy USA Estados Unidos                                              | 23.82    |
| 400 metros detalhes               | Marilyn Neufville JAM Jamaica                                            | 52.34    | Carmen Trustée CUB Cuba                                                | 52.89    | Yvonne Saunders JAM Jamaica                                                  | 53.13    |
| 800 metros detalhes               | Abby Hoffman CAN Canadá                                                  | 2:05.54  | Doris Brown USA Estados Unidos                                         | 2:05.90  | Penny Werthner CAN Canadá                                                    | 2:06.32  |
| 100 metros com barreiras detalhes | Patty Johnson USA Estados Unidos                                         | 13.19    | Marlene Elejalde CUB Cuba                                              | 13.54    | Penny May CAN Canadá                                                         | 13.70    |
| 4x100 metros detalhes             | USA Estados Unidos Iris Davis Mattiline Render Orien Brown Pat Hawkins   | 44.59    | CUB Cuba Marlene Elejarde Carmen Valdés Silvia Chivás Fulgencia Romay  | 45.01    | COL Colômbia Juana Mosquera Elsy Rivas Aida Ortíz Ana Maquilón               | 45.99    |
| 4x400 metros detalhes             | USA Estados Unidos Cheryl Toussaint Esther Stroy Gwen Norman Mavis Laing | 3:32.45  | CUB Cuba Carmen Trustée Beatriz Castillo Aurelia Pentón Marcela Chibás | 3:34.04  | JAM Jamaica Yvonne Saunders Ruth Williams Marilyn Neufville Beverly Franklin | 3:34.05  |
| Salto em altura detalhes          | Debbie Brill CAN Canadá                                                  | 1.85 m   | Audrey Reid JAM Jamaica                                                | 1.75 m   | Andrea Bruce JAM Jamaica                                                     | 1.70 m   |
| Salto em distância detalhes       | Brenda Eisler CAN Canadá                                                 | 6.34 m   | Silvina Pereira BRA Brasil                                             | 6.35 m   | Marina Samuells CUB Cuba                                                     | 6.14 m   |
| Arremesso de peso detalhes        | Lynn Graham USA Estados Unidos                                           | 15.76 m  | Grecia Hamilton CUB Cuba                                               | 14.63 m  | Rosa Molina CHI Chile                                                        | 14.50 m  |
| Lançamento de disco detalhes      | Carmen Romero CUB Cuba                                                   | 57.20 m  | María Cristina Betancourt CUB Cuba                                     | 51.76 m  | Carol Martin CAN Canadá                                                      | 50.04 m  |
| Lançamento de dardo detalhes      | Tomasa Núñez CUB Cuba                                                    | 54.02 m  | Sherry Calvert USA Estados Unidos                                      | 51.52 m  | Roberta Brown USA Estados Unidos                                             | 50.94 m  |
| Pentatlo detalhes                 | Debbie Van Kiekebelt CAN Canadá                                          | 4290 pts | Penny May CAN Canadá                                                   | 4112 pts | Aída dos Santos BRA Brasil                                                   | 3887 pts |

## Quadro de medalhas
| Ordem | País                  | Medalha de ouro | Medalha de prata | Medalha de bronze |     |
| ----- | --------------------- | --------------- | ---------------- | ----------------- | --- |
| 1     | USA Estados Unidos    | 25              | 16               | 7                 | 48  |
| 2     | CAN Canadá            | 5               | 4                | 7                 | 16  |
| 3     | JAM Jamaica           | 4               | 3                | 4                 | 11  |
| 4     | CUB Cuba              | 3               | 8                | 4                 | 15  |
| 5     | MEX México            |                 | 3                | 3                 | 6   |
| 6     | BRA Brasil            |                 | 2                | 1                 | 3   |
| 7     | PUR Porto Rico        |                 | 1                | 1                 | 2   |
| 8     | COL Colômbia          |                 |                  | 3                 | 3   |
| 9     | PER Peru              |                 |                  | 2                 | 2   |
|       | TRI Trinidad e Tobago |                 |                  | 2                 | 2   |
| 11    | CHI Chile             |                 |                  | 1                 | 1   |
|       | URU Uruguai           |                 |                  | 1                 | 1   |
|       | VEN Venezuela         |                 |                  | 1                 | 1   |
| TOTAL | TOTAL                 | 37              | 37               | 37                | 111 |